# Casa de Saúde São José
A Casa de Saúde São José é hospital geral privado localizado na cidade do Rio de Janeiro, RJ, Brasil. Foi fundado em 1923 e faz parte da Rede Santa Catarina, entidade filantrópica que conta com 19 instituições em seis estados. 

## História
Em 16 de junho de 1897 chegaram ao Brasil as quatro primeiras Irmãs da Congregação de Santa Catarina. A Congregação foi fundada por Madre Regina Protmann, em 1571, na Alemanha. Madre Regina abandonou todo o conforto familiar para se dedicar aos doentes domiciliares e à educação dos jovens, criando a 1ª Congregação com vida ativa da Igreja Católica.
As quatro Irmãs se instalaram em Petrópolis e começaram o Colégio Santa Catarina. Em 1915, as Irmãs enfermeiras vieram para o Rio de Janeiro e foram trabalhar no Hospital São Francisco de Paula, onde ficaram durante 6 anos. Depois as Irmãs decidiram alugar uma casa à rua D. Carlota para atender os pobres. Em 1922, para melhorar as condições de atendimento, decidiram montar uma casa de saúde própria. Com um empréstimo compraram um terreno com uma casa na rua Macedo Sobrinho, número 21. Em 1923, surgiu a Casa de Saúde São José.

## Atualidade
Com cerca de 31 mil metros quadrados de área construída e 209 leitos, a Casa de Saúde São José (CSSJ) é um dos mais renomados hospitais do Rio de Janeiro, e também um dos mais bem aparelhados do País. Para dar suporte aos procedimentos de alta complexidade, o hospital conta com Unidades de Tratamento Intensivo especializadas, como CTI Adulto e Unidade Coronariana, além de Unidade Semi-Intensiva e Unidade Semi-Intensiva Pós-Operatória.
A Casa de Saúde São José tem estrutura e tecnologia para atender diversas especialidades, como:
- Cardiologia;
- Oncologia;
- Centro de Diagnóstico por Imagem e Medicina Nuclear;
- Centro de Endoscopia Intra-Hospitalar;
- Cirurgia Robótica e Sala Híbrida;
- Pronto Atendimento 24 horas;
- Medicina Esportiva e Reabilitação;
- Centro Médico.

## Certificações
A acreditação mais recente e em vigência é a canadense Qmentum, nível Diamante, chancelada pelo Instituto Qualisa de Gestão (IQG) e Accreditation Canada. Vale destacar também a Acreditação Hospitalar por Excelência, concedida pela Organização Nacional de Acreditação (ONA), em 2007, e com recertificações vigentes até novembro de 2016.
2021
2ª Recertificação Internacional Qmentum – Nível Diamante
2019
Selo de Certificação da Qualidade – COFEN
2018
Recertificação Internacional Qmentum – Nível Diamante
2015
Certificação Internacional Qmentum – Nível Diamante
2013
Certificação Hemodinâmica
2ª Recertificação ONA 3 (2013 – 2016)
2011
Acreditação Canadense
2010
1ª Recertificação ONA 3
2007/2006/2004
Acreditação ONA – nível 3
Acreditação ONA – nível 2

Acreditação ONA – nível 1